# Ghostword
Als Ghostword, auch Geisterwort (lateinisch: Vox nihili), bezeichnet man ein (zufällig) durch Schreib-, Druck- oder Aussprachefehler entstandenes neues Wort.

## Beispiele
- Ein Beispiel hierfür ist die Entstehungsgeschichte des Künstlernamens Hamsun, der aus einem Schreibfehler bei der Niederschrift des eigentlich erdachten Pseudonyms Hamsund entstand.
- Als „bedeutendstes Geisterwort der lexikographischen Geschichte“ gilt der Begriff Dord, der von 1934 bis 1947 versehentlich in der zweiten Edition von Webster’s New International Dictionary stand.[2]
- Ein weiteres Geisterwort ist das grönländische niarna, das aus einer Falschschreibung für ernera („sein Sohn“) entstand und rund 150 Jahre lang vor allem für den Sohn Gottes genutzt wurde.[3]
- Zenit  kommt vom arabischen سمت الرأس / samt ar-raʾs / ‚Richtung des Kopfes‘. Durch Schreibfehler und falsche Lesarten wurde in mittelalterlichen Texten aus samt die Schreibweise cemt oder zemt und daraus cenit beziehungsweise zenit.[4]